# نیث پورت تالبوت
نیث پورت تالبوت (به انگلیسی: Neath Port Talbot) یک شهرستان مستقل در ولز است.

## خصوصیات
نیث پورت تالبوت ۴۴۲ کیلومترمربع مساحت و ۱۳۹٬۸۰۰ نفر جمعیت دارد.

## خواهرخوانده
شهرهای بنیو، او-دو-سن، اسلینگن آم نکا، وین، ایزر، اودینه، آلباسته، Piotrków Trybunalski، هایلبرن و Velenje City Municipality خواهرخوانده‌های نیث بندر تالبوت هستند.